# De fantastiske Fire Socialdemokrater
De fantastiske Fire Socialdemokrater er en hyppigt anvendt[kilde mangler] betegnelse for fire ledende politikere, som udgjorde socialdemokratiets ledelse efter, at Anker Jørgensen stoppede som formand i 1987. De fire personers ledelse varede 35 år. Af de fire havde kun Poul Nyrup Rusmussen ikke været minister i Anker Jørgensens regering(er) i 1970'erne.

## De fire politikere er[2]
- lektor ved Aarhus Universitet cand.scient.pol. Svend Auken (1943-2009) (tidligere næstformand og arbejdsminister)
- Ritt Bjerregaard (f. 1941), der er uddannet skolelærerinde (tidligere undervisningsminister)
- cand.polit. Mogens Lykketoft (f. 1946) (tidligere skatteminister)
- LO's cheføkonom cand.polit. Poul Nyrup Rasmussen (f. 1943)

## De to makkerpar
Auken og Bjerregaard dannede et makkerpar, mens Lykketoft og Nyrup udgjorde et andet par. Under formandsopgøret i 1992 var de fantastiske fire cenrale skikkelser.

## Hun er undtagelsen
Den eneste kvide, Bjerregaard, er også den eneste af de fire, som ikke har en universitetsuddannelse; hun er også den eneste af de fire, som ikke har været partiets leder. Mens hver af de tre mænd efter tur har været partiledere i perioden 1987-2005.

## Betegnelsens ophavnsmand
er Hans Mortensen, der med bogen De fantastiske fire (2005) tegner et portræt af deres magtkampe, venskaber og fjendskaber.